# Bohdan Lepkyj

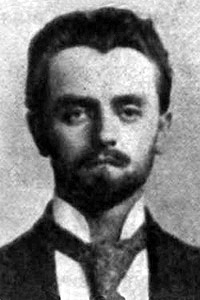
Bohdan Lepkyj

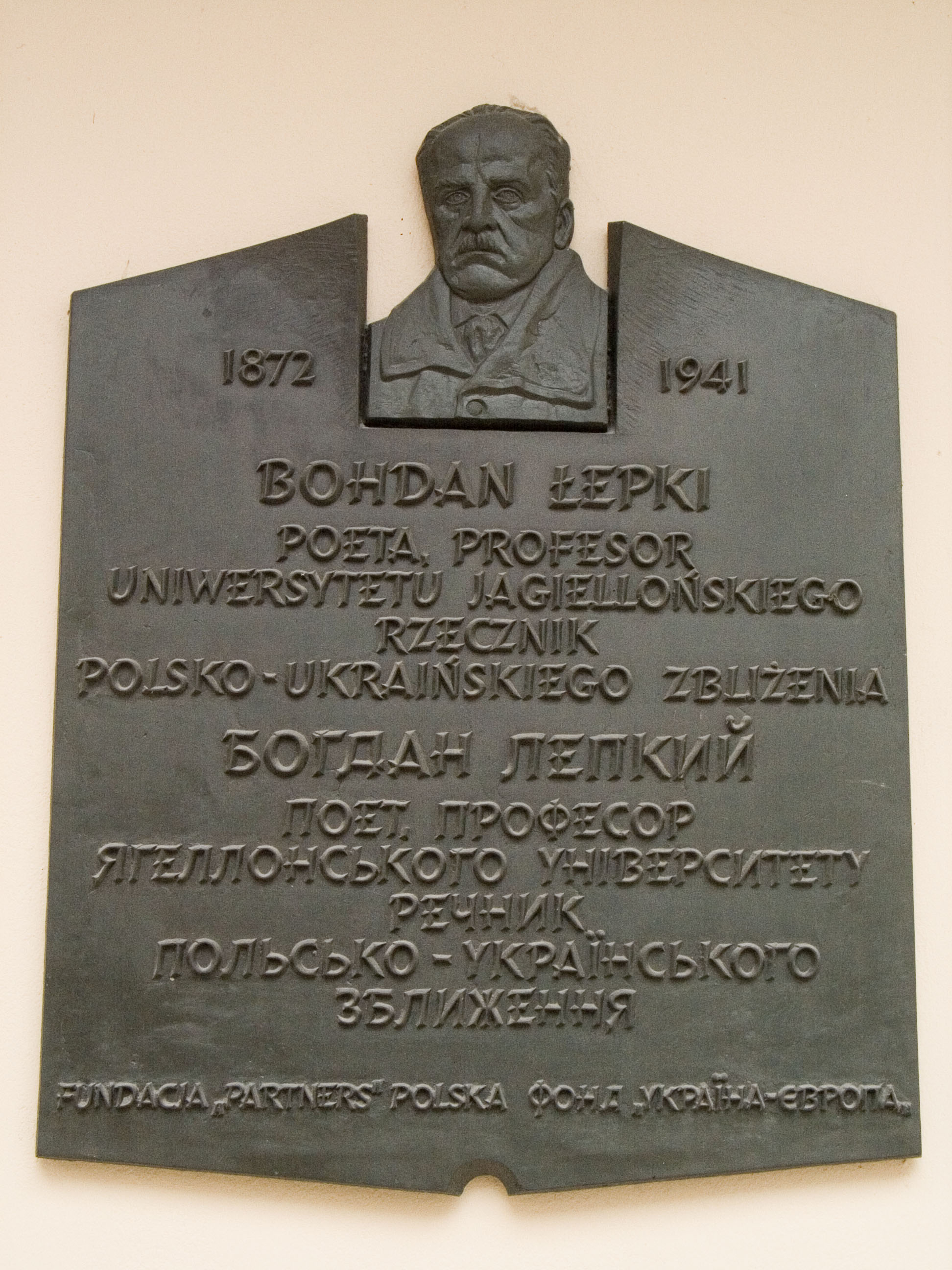
Gedenktafel für Lepkyj in der Krakauer Jagiellonen-Universität

Bohdan Sylwestrowytsch Lepkyj (ukrainisch Богдан Сильвестрович Лепкий; * 9. November 1872 in Krywenke, Galizien, Österreich-Ungarn; † 21. Juli 1941 in Krakau, Generalgouvernement, Deutsches Reich) war ein ukrainischer Schriftsteller, Literaturwissenschaftler und Künstler.

## Leben
Lepkyj kam im Dorf Krywenke (heute im Rajon Tschortkiw der ukrainischen Oblast Ternopil) zur Welt. Er studierte an den Universitäten von Lemberg, Wien und Krakau und lehrte im Anschluss zwischen 1895 und 1899 an einem Gymnasium in Bereschany und darauf folgend ab 1899 an der Universität in Krakau. Während des Ersten Weltkrieges lehrte er an der Wiener Universität, in den Jahren 1921 bis 1926 lebte er in Berlin und anschließend lehrte er erneut bis 1939, von 1932 an als Professor für ukrainische Literatur, an der Krakauer Universität.
1938/39 war er Mitglied des polnischen Senats. 

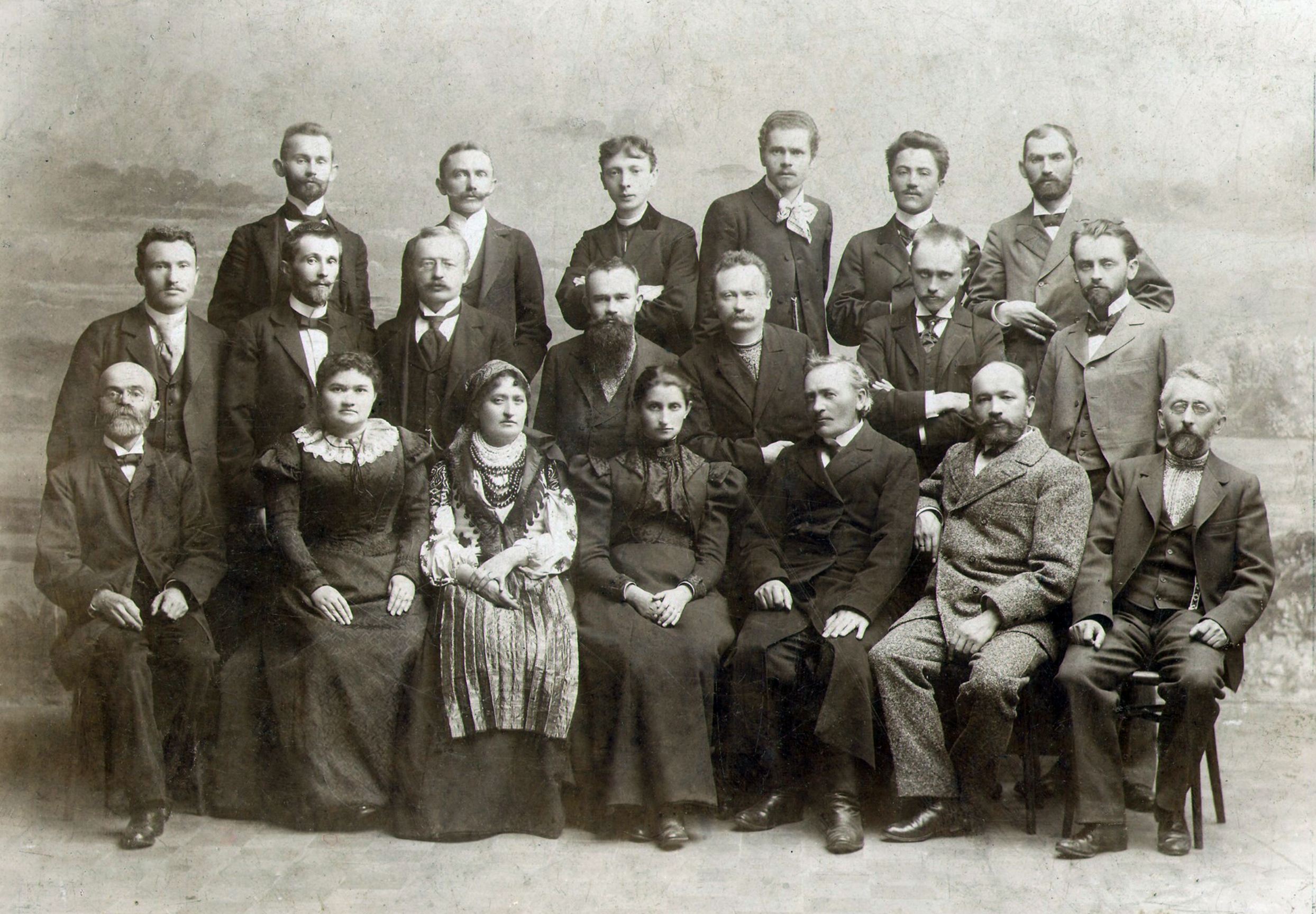
Der Vorstand und die Mitglieder der Wissenschaftlichen Gesellschaft Schewtschenko anlässlich des 100. Jahrestages der Veröffentlichung der Enejida von Iwan Kotljarewskyj, Lwiw, 31. Oktober 1898: In der ersten Reihe sitzend: Mychajlo Pawlyk, Jewhenija Jaroschynska, Natalija Kobrynska, Olha Kobyljanska, Sylvester Lepkyi, Andrij Tschajkowskyj, Kost Pankiwskyj. In der zweiten Reihe stehend: Iwan Kopatsch, Wolodymyr Hnatjuk, Ossyp Makowej, Mychajlo Hruschewskyj, Iwan Franko, Oleksandr Kolessa, Bohdan Lepkyj. In der dritten Reihe stehend: Iwan Petruschewytsch, Filaret Kolessa, Jossyp Kyschakewytsch, Iwan Trusch, Denys Lukianowytsch, Mykola Iwasjuk.

Als Schriftsteller debütierte er 1895, wobei er sich als solcher von den Schriftstellern Iwan Franko, Mykola Woronyj (ukr. Микола Кіндратович Вороний) und Wassyl Schtschurat (ukr. Василь Григорович Щурат) inspirieren ließ.
1906 war er, neben Wassyl Patschowskyj und Petro Karmanskyj, Gründungsmitglied der modernen literarischen Gruppe „Junge Muse“ (Moloda Musa).
Er starb 1941 in Krakau und wurde auf dem Friedhof Rakowicki beerdigt.

## Ehrungen
- Ehrendoktorwürde der ukrainischen Freien Universität[3]